# Роберт Ерншоу
Роберт Ерншоу (англ. Robert Earnshaw, нар. 6 квітня 1981, Муфуліра, Замбія) — колишній валлійський футболіст замбійського походження, який грав на позиції нападника. Футболіст року в Уельсі (2004).
Він єдиний гравець, який зробив хет-трик у матчі Прем'єр-ліги, всіх трьох дивізіонах англійської футбольної ліги, Кубку ліги, Кубку Англії та іграх за свою національну збірну.

## Клубна кар'єра

### Ранні роки
Ерншоу, один із п'яти дітей, народився на околиці замбійського шахтарського містечка Муфуліра 6 квітня 1981 року в сім'ї Ріти та батька англійського походження Девіда Ерншоу. Його мати була професійним футболістом у Замбії, а потім стала боксером, а батько був менеджером золотого рудника. Його дядько Фіделіс також був професійним футболістом, який грав за «Нкану», а двоє його двоюрідних братів, Калуша та Джонсон Бвалья, представляли Замбію на міжнародному рівні. Пізніше Калуша став президентом Футбольної асоціації Замбії.
Коли Ерншоу було п'ять років, його сім'я переїхала до Малаві, де його батько керував вугільною шахтою, а його молодший син почав відвідувати школу Святого Ендрюса в Лілонгве. Школа була за шість годин їзди від сімейного будинку, і Ерншоу змушений був летіти до школи щопонеділка зі своїм братом Девідом і трьома сестрами, Шерон, Джоанн і Діаною, і проживати там протягом тижня, перш ніж щоп'ятниці летіти додому. Далі він навчався у школі Viphya, де йому викладали мовою чева, при тому що він в той час вже вмів говорити на бемба та англійською.
У 1990 році батько Ерншоу захворів на черевний тиф і помер у травні того ж року. Після смерті чоловіка Ріта вирішила переїхати з сім'єю до Бедваса, маленького валлійського містечка поблизу Керфіллі, де жила її сестра у 1991 році. Пізніше Ерншоу прокоментував: «Це був перший раз, коли я був далеко від Африки. [. . . ] Було набагато холодніше, просто кожна дрібниця була різною, тут усі говорили англійською, і хоча я міг трохи говорити, мені довелося вчитися. Але коли ти дитина, ти просто впораєшся з цим». Живучи в Бедвасі, він подружився з Девідом Пайпом, який жив неподалік.
Саме в Уельсі він почав грати у футбол, кидаючи м'яч з друзями між і після уроків у Cardinal Newman RC School в Понтипрідд. Він виріс, підтримуючи «Манчестер Юнайтед», а також досяг успіху в гімнастиці та баскетболі. Ця школа пропагувала регбі, тому свій перший футбольний матч Ерншоу провів лише у 12 років у складі місцевої команди «Лланбрадах». Через рік він приєднався до GE Wales, де здобув репутацію бомбардира, забивши 80 голів за один сезон.

### «Кардіфф Сіті»
Молодіжна команда Ерншоу, GE Wales, грала свої домашні матчі в Трефоресті на полі неподалік від бази молодіжної команди «Кардіфф Сіті». У 1997 році Ерншоу зробив хет-трик під час молодіжного матчу, який спостерігав Гевін Тейт, тодішній тренер молодіжної команди «Кардіффа», який запросив Ерншоу та деяких його товаришів по команді на тренування, а 1 серпня він підписав однорічний контракт з клубом. Раніше за ним також спостерігали скаути «Манчестер Юнайтед». Ерншоу забив понад 47 голів за молодіжну команду «Кардіффа» протягом одного сезону, включаючи хет-трик у фіналі молодіжного Кубка Уельсу над «Лланеллі Таун».
6 вересня 1997 року Ерншоу дебютував за першу команду у віці шістнадцяти років в матчі Трофею Футбольної ліги проти «Міллволла» (0:2), вийшовши на заміну замість Скотта Партріджа, а першу гру у чемпіонаті провів через чотири місяці, знову вийшовши на заміну замість Вейна О'Саллівана під час гри з «Брайтон енд Гоув Альбіон» (0:0) 28 березня 1998 року і загалом до кінця сезону зіграв ще чотири гри чемпіонату.
За чотири дні до початку наступного сезону Ерншоу підписав свій перший професійний контракт у серпні 1998 року і вийшов у старті у першій грі сезону у виїзному матчі проти «Шартлпул Юнайтед». В цьому матчі Ерншоу забив гол бісиклетою з десяти ярдів після навісу Джона Вільямса, принісши своїй команді нічию 1:1. Однак після того, як він з'явився ще в трьох матчах у першому місяці сезону, він покинув Кардіфф, щоб вирушити на перегляд у «Мідлсбро» під керівництвом Браяна Робсона та «Фулгем» під керівництвом Кевіна Кігана, втім згодом повернувся у «Кардіфф Сіті».
Зігравши лише один матч у сезоні 1999/00, Ерншоу був відданий в оренду шотландському клубу «Грінок Мортону» у січні 2000 року, щоб отримати ігрову практику. Пізніше Ерншоу зізнався, що досвід у Мортоні допоміг йому: «Це змусило мене зрозуміти, що мені потрібно наполегливо працювати над своєю грою, щоб показати „Кардіфф Сіті“, що я можу стати хорошим гравцем». Під час оренди він зіграв три гри в Першому дивізіоні Шотландської футбольної ліги, забив двічі та одну гру у Кубку Шотландії проти «Рейнджерс».
Наступний сезон став проривним для Ерншоу, оскільки він зарекомендував себе в основній команді «Кардіффа», забивши 25 голів у всіх змаганнях, включаючи хет-трики в матчі чемпіонату проти «Торкі Юнайтед» і матчі третього раунду Кубка Англії проти «Бристоль Роверз». Завдяки своїй формі він отримав нагороду найкращому молодому гравцю року «Кардіффа Сіті» і потрапив до символічної збірної Третього дивізіону Футбольної ліги. У сезоні 2002/03 Ерншоу забив у день відкриття сезону у ворота «Олдем Атлетік» (2:1) і знову провів плідний сезон, зробивши ще два хет-трики в матчах проти «Квінз Парк Рейнджерс» і «Транмер Роверс», а також відзначився шістьма дублями, завдяки чому «Кардіфф» вийшов до Першого дивізіону після перемоги над «Квінз Парк Рейнджерс» у фіналі плей-офф на стадіоні «Мілленіум». Він завершив сезон з 35 голами у всіх змаганнях, незважаючи на те, що забив лише один гол у своїх останніх одинадцяти матчах, побивши клубний рекорд за кількістю голів, забитих за один сезон, який раніше належав Г'ю Фергюсону (32 голи в сезоні 1926/27). Його 31 гол у матчах чемпіонату також побив клубний рекорд 56-річної давності, який раніше належав Стену Річардсу. Наприкінці сезону Ерншоу був визнаний найкращим молодим валлійським футболістом року та був включений до символічної збірної Другого дивізіону за версією ПФА.
Наступного сезону Ерншоу продовжив свою результативну серію і забив 26 голів, включаючи чотири голи «Джиллінгему» (5:0) в чемпіонаті і хет-трик проти «Лейтон Оріента» у Кубку ліги.
Його постійна бомбардирська форма привернула увагу багатьох клубів, включаючи шотландський «Селтік» і клуби Прем'єр-ліги «Фулгем», «Чарльтон Атлетік» та «Астон Вілла». Голова «Кардіффа» Сем Гаммам рішуче чинив опір будь-яким потенційним переходам Ерншоу і в якийсь момент заявив, що «Мене повісять у центрі міста», якщо його продадуть.

### «Вест-Бромвіч Альбіон»
Однак на початку наступного сезону Ерншоу був проданий у «Вест-Бромвіч Альбіон» за 3 мільйони фунтів стерлінгів + бонуси. У липні 2007 року ФІФА оштрафувала його агента Мела Івса на 30 000 швейцарських франків (£12 250) за його роль у трансфері. Івса визнали винним у тому, що він виконував угоди як свого клієнта (Ерншоу), так і клубу купівлі (ВБА).
Ерншоу дебютував за нову команду в грі проти «Ліверпуля» (0:3) 11 вересня 2004 року, вийшовши на заміну в другому таймі. Він забив свої перші голи за «Альбіон» у своєму сьомому матчі, відзначившись дублем у воротах «Саутгемптонаі» 6 листопада 2004 року та забив у наступних двох матчах клубу проти «Мідлсбро» та «Арсеналу». Його перший і єдиний хет-трик у Прем'єр-лізі він зробив проти «Чарльтон Атлетік» 19 березня 2005 року після того, як вийшов на заміну за 30 хвилин до кінця гри, ставши першим гравцем «Вест Брома», який відзначився хет-триком у Прем'єр-лізі. Також Ерншоу став єдиним гравцем, який забивав хет-трики у всіх чотирьох професійних дивізіонах Англії, в Кубку Англії, Кубку Ліги та в міжнародних матчах. Хоча такі голи допомогли клубу зберегти місце у Прем'єр-лізі, менеджер Браян Робсон вважав за краще використовувати його з лави запасних як джокера, а не як основного гравця. Тим не менш, Ерншоу став найкращим бомбардиром ВБА в тому сезоні з 14 голами, що принесло йому трофей Ронні Аллена.
Він залишився у складі команди протягом сезону 2005/06 років, хоча «Вест-Бромвіч» підписав кілька нових форвардів, включаючи Дьйомансі Камара та Нетана Еллінгтона. У грудні 2005 року Ерншоу подав два запити на трансфер, але обидва були відхилені. Однак у січні 2006 року менеджер Браян Робсон заявив, що Ерншоу буде дозволено піти, якщо буде запропонована справедлива плата за трансфер. Після свого уходу з команди Ерншоу розкритикував Робсона за відсутність наданих йому можливостей. Робсон відкинув претензії Ерншоу і прокоментував, що «відсотки, коли я використовував Ерншоу, порівняно з балами, які ми зібрали, просто не сумуються».

### «Норвіч Сіті»
У останній день зимового трансферного вікна, 31 січня 2006 року, Ерншоу підписав контракт на три з половиною роки з «Норвіч Сіті», який заплатив за гравця 2,75 мільйона фунтів стерлінгів. Підписаний на заміну Діну Ештону, після дебюту в грі проти «Іпсвіч Тауна» (1:2) 5 лютого 2006 року, Ерншоу відкрив свій гольовий рахунок у футболці «Норвіча» дублем в кінці домашньої гри з «Брайтоном» (3:0) 14 лютого 2006 року і забив ще шість голів у решті матчів сезону 2005/06.
Наступного сезону він продовжив багато забивати, включаючи дублі проти «Барнслі», «Саутенд Юнайтед» і «Вулвергемптон Вондерерз», а до січня 2007 року Ерншоу став найкращим бомбардиром дивізіону з 17 голами. Незабаром на тренуванні він отримав серйозну травму паху, що, як очікувалося, виключить його з гри на решту сезону. Однак у квітні він повернувся до основної команди і забив свої 18-й і 19-й голи в сезоні проти «Лестер Сіті» та «Шеффілд Венсдей».

### «Дербі Каунті»
Висока результативність Крншоу у складі «Норвіча» привела до того, що новачок Прем'єр-ліги «Дербі Каунті» погодився побити свій трансферний рекорд, який раніше належав трансферу Сета Джонсона з «Кру Александри» за 3 мільйони фунтів стерлінгів, підписавши Ерншоу з «Норвіч Сіті» за 3,5 мільйона фунтів стерлінгів 29 червня 2007 року. 11 серпня 2007 року він дебютував за новий клуб в грі проти «Портсмута» (2:2). Втім у новій команді Роберт не показував своєї результативності і перший гол за клуб забив лише 26 січня 2008 року в Кубку Англії проти «Престон Норт-Енд» (1:4), а 28 квітня 2008 року він забив свій єдиний гол у Прем'єр-лізі за клуб у домашній грі з «Арсеналом» (2:6). Протягом цього невдалого сезону Ерншоу провів лише сім ігор у старті і ще 17 разів виходив на заміну. На останній матч сезону проти «Редінга» Ерншоу залишився поза складом, коли з'ясувалося, що гравцем зацікавились два клуби, «Ноттінгем Форест» і «Шеффілд Юнайтед». Ерншоу пізніше заявив, це був один із його найгірших сезонів у футболі.

### «Ноттінгем Форест»

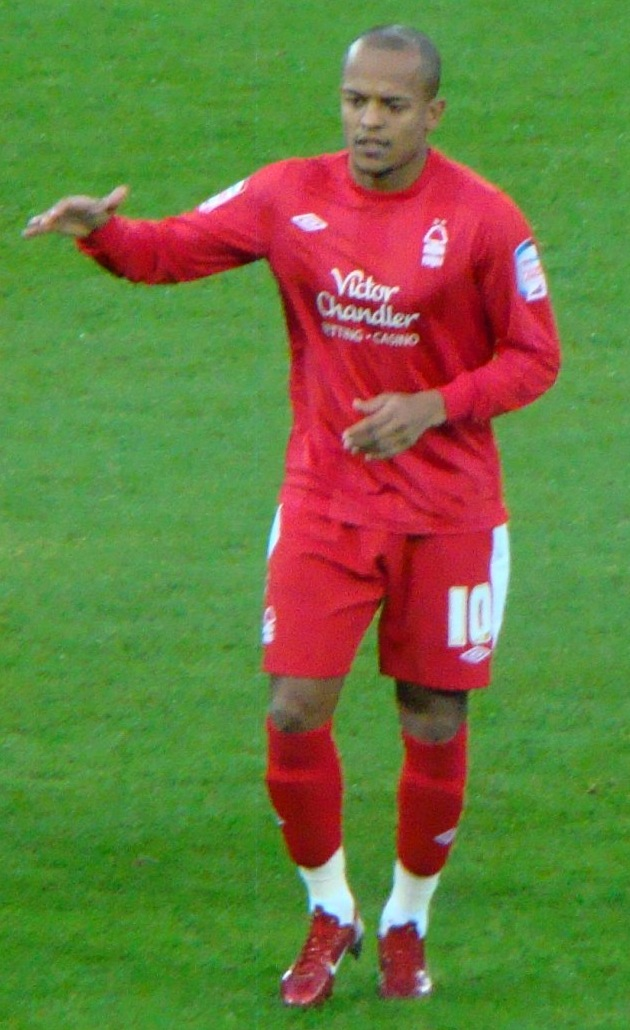
Ерншоу в у складі «Ноттінгем Форест», 2010 рік.

У травні 2008 року, менше ніж через рік після підписання контракту з «Дербі», Ерншоу приєднався до «Ноттінгем Форест» за 2,65 мільйона фунтів стерлінгів, підписавши трирічну угоду. Він дебютував у новій команді в грі з «Редінгом» (0:0) 10 серпня 2008 року і забив свої перші голи за «Форест» у матчі першого раунду Кубка ліги вдома з «Моркемом», відзначившись дублем 13 серпня 2008 року. Перший гол Ерншоу в Чемпіоншипі за «Форест» був забитий 23 серпня 2008 року під час їхньої перемоги над «Вотфордом» з рахунком 3:2 на «Сіті Граунд». Він зробив свій перший хет-трик за «Ноттінгем Форест» 5 грудня 2009 року у грі з «Лестер Сіті» (5:1).
У сезоні 2010/11 років Ерншоу невдало стартував, забив лише один гол у тринадцяти матчах. Однак його результати поступово покращились, і він забив шість голів в останніх дванадцяти іграх. Загалом він забив 43 голи в 111 матчах за «Форест», що робить його одним із найуспішніших нападників команди останніх років.

### Повернення до «Кардіфф Сіті»

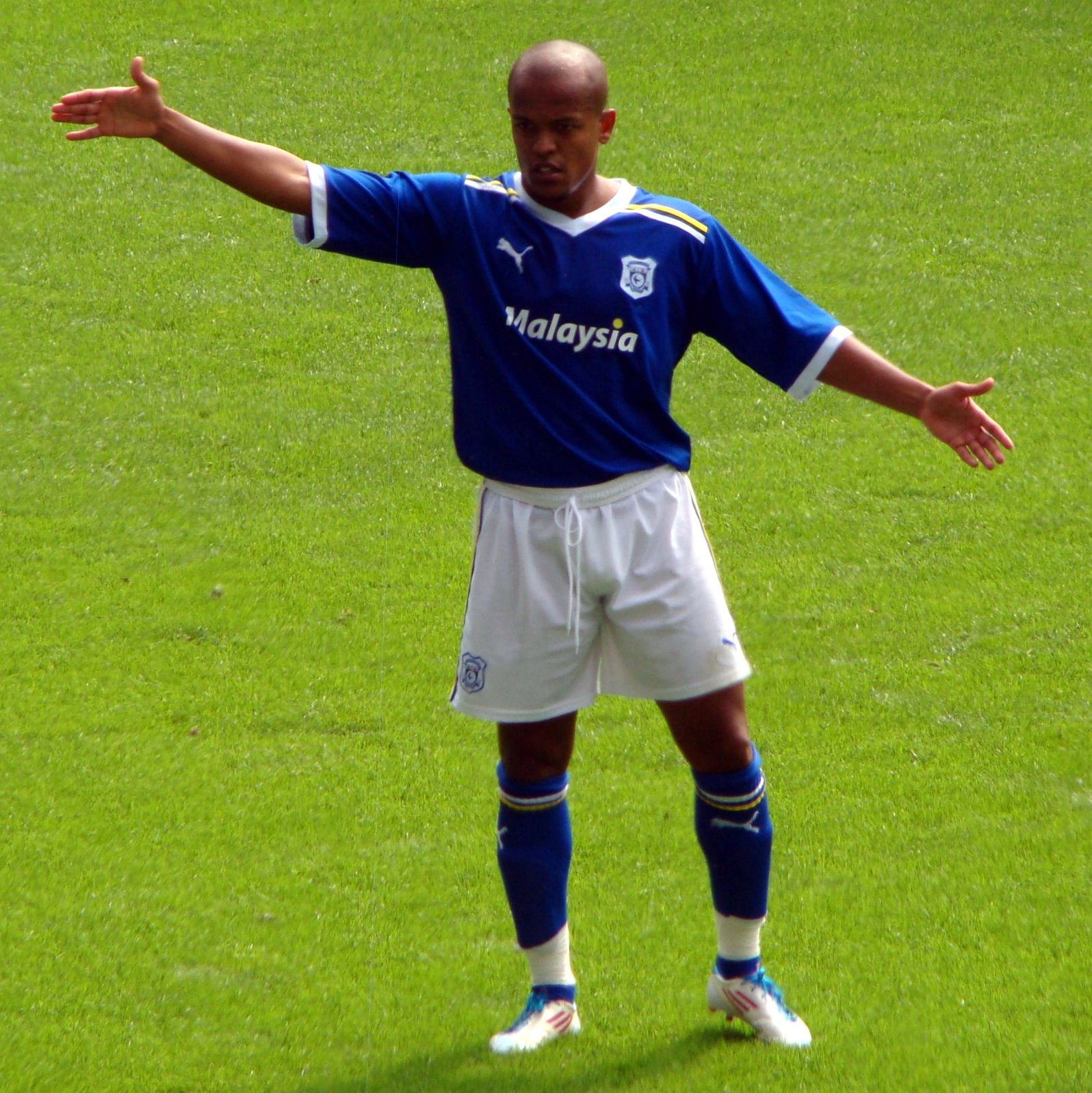
Ерншоу у складі «Кардіфф Сіті». 2011 рік.

6 липня 2011 року Ерншоу знову приєднався до рідного «Кардіфф Сіті» у статусі вільного агента після невдалих переговорів з «Ноттінгем Форест» щодо продовження контракту.
Ерншоу перший матч після повернення зіграв 7 серпня проти «Вест Гем Юнайтед» (1:0), а перший гол забив наступного туру у домашній грі з «Бристоль Сіті» (3:1). 20 серпня він забив свій 200-й гол у матчі з «Бернлі» (1:1), зрівнявши рахунок.
Втім у другій частині сезону Ерншоу поступився місцем в основі Кенні Міллеру і переважно став виходити на заміну на останніх хвилинах гри, до кінця сезону.

#### «Маккабі» (Тель-Авів)
20 вересня 2012 року Ерншоу перейшов до «Маккабі» з Тель-Авіва в оренду на сезон і отримав футболку під номером 19. Після приєднання до «Маккабі», Ерншоу заявив, що оренда зробить його кращим гравцем, коли він повернеться в «Кардіфф Сіті», і сказав, що у нього є шанс попрацювати зі спортивним директором клубу Йорді Кройффом.
Дебютував у клубі, вийшовши на заміну у другому таймі, у переможному (4:0) матчі проти «Хапоеля Іроні» (Кір'ят-Шмона) 24 вересня 2012 року, а свій перший гол забив у грі з «Ашдодом» (2:1) два тижні по тому.
Ерншоу перебував у клубі під час чергового військового загострення між Ізраїлем і Сектором Газа, під час якого він висловив шок від ракетного обстрілу міста, сказавши: «Я подивився на цих хлопців, які прослужили багато років в армії. Вони точно знали, що відбувається. Один із них кричав, що ми повинні сховатися біля вбиральні, тож ми просто побігли за ними. Потім ми почули гучний удар „Залізного купола“ — нової системи захисту, яка використовується для перехоплення ракет. Тоді ми повинні були захищатися від осколків, що падають».
Після повернення Ерншоу до «Кардіффа», головний тренер клубу Малкі Маккей у січні 2013 року заявив, що футболіст покине клуб.

### «Торонто»
28 лютого 2013 року Ерншоу підтвердив, що покинув «Кардіфф Сіті», щоб приєднатися до канадського клубу MLS «Торонто». Через два дні він дебютував у виїзній грі проти «Ванкувер Вайткепс» (0:1). Наступного тижня, 9 березня, Ерншоу забив два перші голи за клуб у домашній перемозі над «Спортингом Канзас-Сіті» з рахунком 2:1, що допомогло новому менеджеру Раяну Нельсену здобути першу тренерську перемогу. Ерншоу був названий гравцем тижня MLS за його гру.

### «Блекпул»
21 березня 2014 року Ерншоу приєднався до команди англійського Чемпіоншипу «Блекпул» за короткостроковою угодою до кінця сезону 2013/14. Він зіграв за клуб лише один раз, вийшовши на заміну замість Елліота Грандена у грі чемпіонату проти «Болтон Вондерерз» (0:1) 25 березня 2014 року і по завершенні сезону покинув клуб.

### «Чикаго Файр»
15 серпня 2014 року Ерншоу повернувся в MLS, перейшовши в «Чикаго Файр» у статусі вільного агента. Вісім днів по тому він забив свій перший гол за «Фаєр» в грі проти свого колишнього клубу «Торонто» (2:2).

### «Ванкувер Вайткепс»
У лютому 2015 року Ерншоу пройшов перегляд у канадському «Ванкувер Вайткепс», зігравши у їхньому товариському матчі зі «Стабеком» (3:2). 25 березня клуб оголосив про його підписання. Ерншоу дебютував за команду, вийшовши на заміну у матчі проти «Портленд Тімберз» три дні потому і забив переможний гол на 90-й хвилині після першого дотику до м'яча.
Його другий гол був забитий також з заміни у компенсований час, у ворота «Х'юстон Динамо» (3:0).
28 січня 2016 року Ерншоу оголосив про завершення кар'єри. Його призначили головним тренером команди Ванкувера U-14 Pre-Residency.

## Виступи за збірні

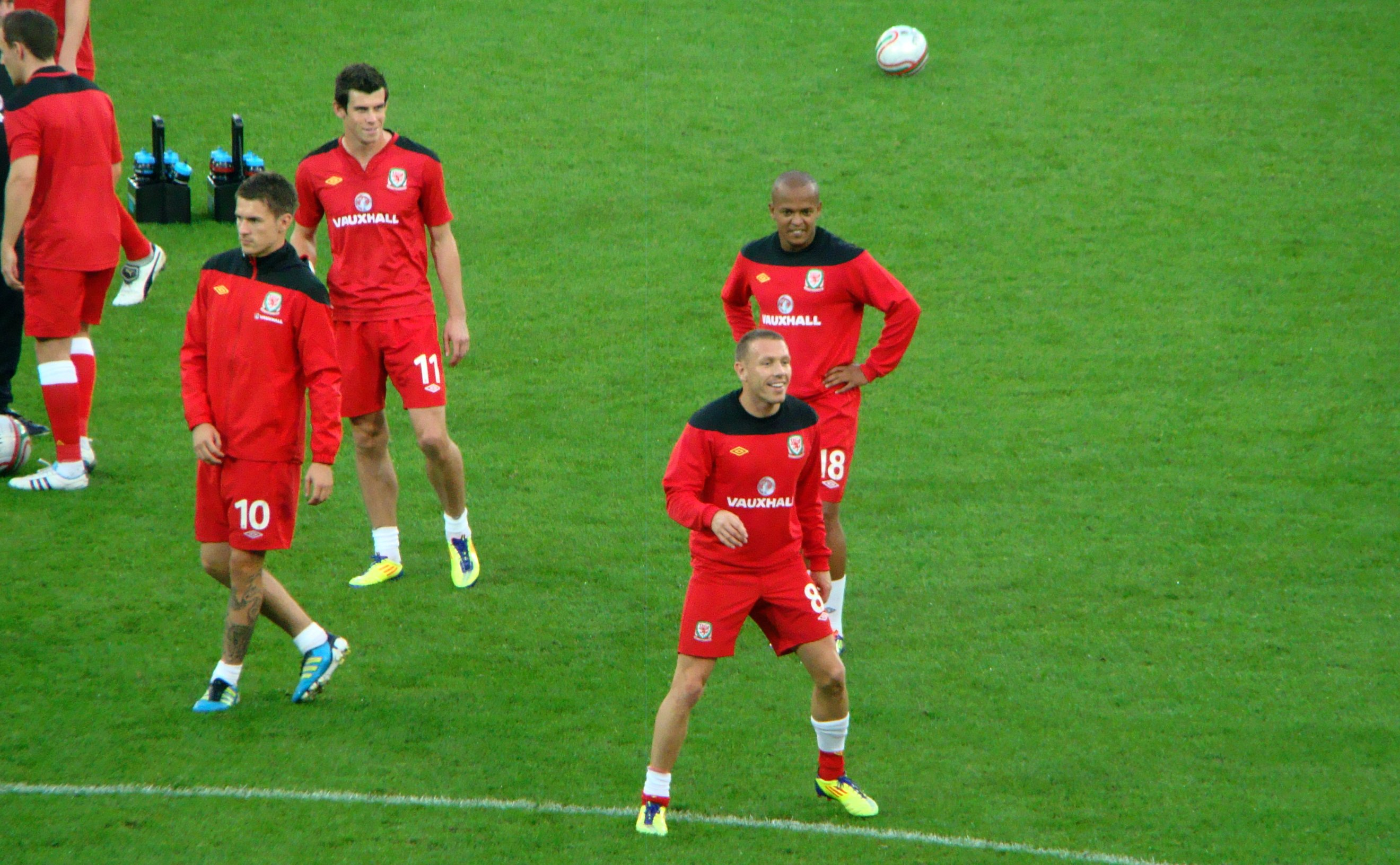
Аарон Ремзі, Гарет Бейл, Роберт Ерншоу та Крейг Белламі на передматчевому тренуванні збірної Уельсу. 2011 рік.

Незважаючи на те, що Ерншоу народився в Замбії, він вирішив представляти Уельс на міжнародному рівні: «Я довго думав, що робити, але Уельс був моєю країною. Там я виріс». Боббі Гоулд, який тренував збірну до 1999 року, заявив, що він переконав Ерншоу виступати за Уельс і допоміг йому подолати занепокоєння щодо потенційного ігрового часу.
У 1998—2001 роках Роберт виступав за молодіжну збірну Уельсу, провівши 10 матчів і забив один гол у ворота Білорусі (1:4).
За основну збірну Ерншоу дебютував під керівництвом Марка Г'юза у травні 2002 року, забивши у першому ж матчі переможний гол у ворота Німеччини (1:0) на стадіоні «Мілленіум» і був визнаний найкращим гравцем матчу.
Ерншоу став ключовим гравцем збірної Уельсу під час відбіркової кампанії на Євро-2004, а у товариській грі з Шотландією (4:0) у лютому 2004 року відзначився хет-триком.
За десять років він зіграв за Уельс 59 ігор, а 25 травня 2011 року був капітаном команди у грі проти Шотландії на Кубку націй. 6 вересня 2011 року під час відбіркового матчу на Євро-2012 проти Англії (0:1) він вийшов на заміну і не влучив з кількох метрів у порожні ворота, через що Англія змогла перемогти 1:0.
З серпня 2012 року Ерншоу не грав за збірну і у березні наступного року заявив, що все ще хоче виступати у її складі, після чого повторив це у жовтні, втім більше за збірну він так і не зіграв.

## Тренерська кар'єра
Після роботи молодіжним тренером у «Ванкувер Вайткепс», 30 січня 2018 року Ерншоу був оголошений помічником головного тренера «Фресно» з United Soccer League напередодні їхнього першого сезону.
20 грудня 2021 року Роберт Ерншоу приєднався до команди Чемпіонату USL «Орандж Каунті», ставши також помічником тренера.

## Статистика

### Клуб
| Клуб                 | Сезон   | Чемпіонат       | Чемпіонат | Чемпіонат | Кубок | Кубок | Кубок ліги | Кубок ліги | Інше | Інше  | Всього | Всього |
| Клуб                 | Сезон   | Дивізіон        | Ігор      | Голів     | Ігор  | Голів | Ігор       | Голів      | Ігор | Голів | Ігор   | Голів  |
| -------------------- | ------- | --------------- | --------- | --------- | ----- | ----- | ---------- | ---------- | ---- | ----- | ------ | ------ |
| Кардіфф Сіті         | 1997–98 | Третій дивізіон | 5         | 0         | –     | –     | –          | –          | –    | –     | 5      | 0      |
| Кардіфф Сіті         | 1998–99 | Третій дивізіон | 5         | 1         | 1     | 0     | –          | –          | –    | –     | 6      | 1      |
| Кардіфф Сіті         | 1999–00 | Другий дивізіон | 6         | 1         | –     | –     | –          | –          | –    | –     | 6      | 1      |
| Кардіфф Сіті         | 2000–01 | Третій дивізіон | 36        | 19        | 4     | 6     | 1          | 0          | –    | –     | 41     | 25     |
| Кардіфф Сіті         | 2001–02 | Другий дивізіон | 32        | 12        | 3     | 2     | 1          | 1          | –    | –     | 36     | 15     |
| Кардіфф Сіті         | 2002–03 | Другий дивізіон | 49        | 31        | 4     | 1     | 2          | 3          | –    | –     | 55     | 35     |
| Кардіфф Сіті         | 2003–04 | Перший дивізіон | 46        | 21        | 1     | 0     | 2          | 5          | –    | –     | 49     | 26     |
| Кардіфф Сіті         | 2004–05 | Чемпіоншип      | 4         | 1         | –     | –     | 1          | 1          | –    | –     | 5      | 2      |
| Кардіфф Сіті         | Всього  | Всього          | 183       | 86        | 13    | 9     | 7          | 10         | –    | –     | 203    | 105    |
| Грінок Мортон        | 1999–00 | Перший дивізіон | 3         | 2         | 1     | 0     | –          | –          | –    | –     | 4      | 2      |
| Вест-Бромвіч Альбіон | 2004–05 | Прем'єр-ліга    | 31        | 11        | 3     | 3     | –          | –          | –    | –     | 34     | 14     |
| Вест-Бромвіч Альбіон | 2005–06 | Прем'єр-ліга    | 12        | 1         | 1     | 0     | 3          | 2          | –    | –     | 16     | 3      |
| Вест-Бромвіч Альбіон | Всього  | Всього          | 43        | 12        | 4     | 3     | 3          | 2          | –    | –     | 50     | 17     |
| Норвіч Сіті          | 2005–06 | Чемпіоншип      | 15        | 8         | –     | –     | –          | –          | –    | –     | 15     | 8      |
| Норвіч Сіті          | 2006–07 | Чемпіоншип      | 30        | 19        | 1     | 0     | 1          | 0          | –    | –     | 32     | 19     |
| Норвіч Сіті          | Всього  | Всього          | 45        | 27        | 1     | 0     | 1          | 0          | –    | –     | 47     | 27     |
| Дербі Каунті         | 2007–08 | Прем'єр-ліга    | 22        | 1         | 2     | 1     | 1          | 0          | –    | –     | 25     | 2      |
| Ноттінгем Форест     | 2008–09 | Чемпіоншип      | 32        | 12        | 2     | 2     | 2          | 3          | –    | –     | 36     | 17     |
| Ноттінгем Форест     | 2009–10 | Чемпіоншип      | 34        | 17        | 1     | 0     | 2          | 0          | –    | –     | 37     | 17     |
| Ноттінгем Форест     | 2010–11 | Чемпіоншип      | 36        | 9         | 2     | 0     | 0          | 0          | –    | –     | 38     | 9      |
| Ноттінгем Форест     | Всього  | Всього          | 102       | 38        | 5     | 2     | 4          | 3          | –    | –     | 111    | 43     |
| Кардіфф Сіті         | 2011–12 | Чемпіоншип      | 19        | 3         | 1     | 1     | 1          | 0          | 1    | 0     | 22     | 4      |
| Маккабі (Тель-Авів)  | 2012–13 | Прем'єр-ліга    | 10        | 2         | 0     | 0     | 1          | 1          | –    | –     | 11     | 3      |
| Торонто              | 2013    | MLS             | 26        | 8         | 0     | 0     | 0          | 0          | –    | –     | 26     | 8      |
| Блекпул              | 2013–14 | Чемпіоншип      | 1         | 0         | 0     | 0     | 0          | 0          | –    | –     | 1      | 0      |
| Чикаго Файр          | 2014    | MLS             | 5         | 3         | 0     | 0     | 0          | 0          | –    | –     | 5      | 3      |
| Ванкувер Вайткепс    | 2015    | MLS             | 9         | 2         | 0     | 0     | 1          | 0          | 4    | 0     | 14     | 2      |
| Загалом              | Загалом | Загалом         | 468       | 184       | 27    | 16    | 19         | 16         | 5    | 0     | 519    | 216    |

### Голи за збірну
| №  | Дата                 | Місце проведення                            | Суперник             | Рахунок | Результат | Турнір                                    |
| -- | -------------------- | ------------------------------------------- | -------------------- | ------- | --------- | ----------------------------------------- |
| 1  | 14 травня 2002 року  | Міленіум, Кардіфф, Уельс                    | Німеччина            | 1–0     | 1–0       | Товариський матч                          |
| 2  | 12 лютого 2003 року  | Мілленіум, Кардіфф, Уельс                   | Боснія і Герцеговина | 1–1     | 2–2       | Товариський матч                          |
| 3  | 11 жовтня 2003 року  | Мілленіум, Кардіфф, Уельс                   | Сербія та Чорногорія | 2–3     | 2–3       | Кваліфікація до Євро-2004                 |
| 4  | 18 лютого 2004 року  | Мілленіум, Кардіфф, Уельс                   | Шотландія            | 1–0     | 4–0       | Товариський матч                          |
| 5  | 18 лютого 2004 року  | Мілленіум, Кардіфф, Уельс                   | Шотландія            | 2–0     | 4–0       | Товариський матч                          |
| 6  | 18 лютого 2004 року  | Мілленіум, Кардіфф, Уельс                   | Шотландія            | 3–0     | 4–0       | Товариський матч                          |
| 7  | 31 березня 2004 року | Стадіон Ференца Пушкаша, Будапешт, Угорщина | Угорщина             | 2–1     | 2–1       | Товариський матч                          |
| 8  | 8 вересня 2004 року  | Мілленіум, Кардіфф, Уельс                   | Північна Ірландія    | 2–2     | 2–2       | Кваліфікація на чемпіонат світу 2006 року |
| 9  | 13 жовтня 2004 року  | Мілленіум, Кардіфф, Уельс                   | Польща               | 1–0     | 2–3       | Кваліфікація на чемпіонат світу 2006 року |
| 10 | 27 травня 2006 року  | UPC-Arena, Грац, Австрія                    | Тринідад і Тобаго    | 1–1     | 2–1       | Товариський матч                          |
| 11 | 27 травня 2006 року  | UPC-Arena, Грац, Австрія                    | Тринідад і Тобаго    | 2–1     | 2–1       | Товариський матч                          |
| 12 | 11 жовтня 2006 року  | Мілленіум, Кардіфф, Уельс                   | Кіпр                 | 2–0     | 3–1       | Кваліфікація до Євро-2008                 |
| 13 | 17 жовтня 2007 року  | Стадіон Сан-Марино, Серравалле, Сан-Марино  | Сан-Марино           | 1–0     | 2–1       | Кваліфікація до Євро-2008                 |
| 14 | 29 травня 2009 року  | Parc y Scarlets, Лланеллі, Уельс            | Естонія              | 1–0     | 1–0       | Товариський матч                          |
| 15 | 25 травня 2011 року  | Авіва, Дублін, Республіка Ірландія          | Шотландія            | 1–0     | 1–3       | Кубок націй 2011                          |
| 16 | 27 травня 2011 року  | Стадіон Авіва, Дублін, Республіка Ірландія  | Північна Ірландія    | 2–0     | 2–0       | Кубок націй 2011                          |

## Досягнення
- Фіналіст Кубка Футбольної ліги: 2011–12[100]

### Індивідуальні
- Найкращий молодий гравець року в «Кардіфф Сіті»: 1998–99[en], 1999–2000[en], 2000–01[en]
- У символічній збірній року: Третій дивізіон 2000–01[101], Другий дивізіон 2002–03[102] ,Перший дивізіон 2003–04[103]
- Гравець року в «Кардіфф Сіті»: 2002–03[en][104]
- Найкращий бомбардир Другого дивізіону Футбольної ліги: 2002–03[105]
- Футболіст року в Уельсі: 2004[106]

## Рекорд хет-триків
Він єдиний гравець, який забивав хет-трики в Прем'єр-лізі та трьох нижчих професіональних дивізіонах країни, Кубку Англії, Кубку Ліги та в матчі збірних.
- Прем'єр-ліга, за «Вест Бромвіч Альбіон» проти «Чарльтона» (19 березня 2005)[33]
- Чемпіоншип (дивізіон 2), за «Кардіфф Сіті» проти «Джиллінгема» (13 вересня 2003)[108] і за «Ноттінгем Форест» проти «Лестер Сіті» (5 грудня 2009)[61]
- Перша ліга (дивізіон 3), за «Кардіфф Сіті» проти КПР (29 листопада 2002)[109] та проти «Транмер Роверз» (14 березня 2003)[110]
- Друга ліга (дивізіон 4), за «Кардіфф Сіті» проти «Торкі Юнайтед» (2 грудня 2000)[111]
- Кубок Англії, за «Кардіфф Сіті» проти «Бристоль Роверз» (19 листопада 2000)[112]
- Кубок ліги, за «Кардіфф Сіті» проти «Бостон Юнайтед» (11 вересня 2002)[113] та проти «Лейтон Орієнт» (12 серпня 2003)[114]
- Національні збірні, за Уельс проти Шотландії (18 лютого 2004)[86]